# خونگیا
خونگیا (به لاتین: Khungiya) یک منطقهٔ مسکونی در روسیه است که در شهرستان کایتاگسکی واقع شده‌است.